# Strange Wilderness
Strange Wilderness est un film américain réalisé par Fred Wolf, sorti en 2008.

## Synopsis
Les animateurs d'une série télévisée animalière menacée de disparaître pour cause d'audience trop basse élaborent un plan pour la sauver : trouver le légendaire Bigfoot.

## Fiche technique
- Titre : Strange Wilderness
- Année de production :	2007
- Box office US : 5 557 275 $
- Réalisateur : Fred Wolf et Peter gaulke
- Genre : Comédie
- Nationalité : Américain

## Distribution
- Steve Zahn : Peter Gaulke
- Allen Covert : Fred Wolf
- Jonah Hill : Cooker
- Kevin Heffernan : Whitaker
- Ashley Scott : Cheryl
- Peter Dante : Danny Guiterrez
- Harry Hamlin : Sky Pierson
- Robert Patrick : Gus Hayden
- Joe Don Baker : Bill Calhoun
- Blake Clark : Dick
- Justin Long : Junior
- Jeff Garlin : Ed Lawson
- Ernest Borgnine : Milas
- Jake Abel : le défenseur de l'environnement
- Kevin Alejandro : l'hispanique

## Autour du film
- Le tournage a débuté le 10 novembre 2005 et s'est déroulé à Los Angeles.
- Les deux personnages principaux portent le même nom que les scénaristes.